# Clã Fraser
O Clã Fraser é um clã escocês da região das Terras Altas, Escócia.
O atual chefe é Lady Saltoun.